# Trust Merchant Bank
La Trust Merchant Bank, TMB en sigle, est une banque commerciale fondée par Robert Levy en 2004,, basée en République démocratique du Congo, dont le siège social est situé à Lubumbashi. Elle s’est fait connaître comme la banque du monde minier au Katanga.
La banque est réglementée par la Banque Centrale du Congo et assure le secrétariat de l'Association Congolaise des Banques. Depuis 2015, Robert Levy, le  patron de la TMB, est aussi consul honoraire de Belgique à Goma,.

## Vue d'ensemble
La banque qui  a ouvert ses portes en 2004 est devenue l'une des plus importantes banques de la RDC en termes de fonds propres réglementaires, de bilan et de chiffre d'affaires. Au 31 décembre 2019, le total bilantaire était supérieur à 1.050 millions US$, ce qui correspondant approximativement à 12% du total des actifs bancaires en RDC. La TMB est affiliée au réseau SWIFT (TRMSCD3L) et elle est membre principal[Quoi ?] de MasterCard et VISA.

## Caractéristiques de la banque
La Trust Merchant Bank a de nombreuses caractéristiques spécifiques :
- La TMB est la première institution financière congolaise à avoir lancé un service exclusif de Mobile Banking appelé Pepelé[5],[6],[7].
- La banque offre le plus vaste réseau d'agences bancaires de la République démocratique du Congo[8].
- La TMB est la seule banque à avoir implanté son siège social dans une ville autre que la capitale, Kinshasa.
- Elle a été la première banque à obtenir l'agrément d'ouverture d'un bureau de représentation à Bruxelles.

## Polémique
En 2021, les enseignants de Lomami et Haut-Lomami crient au secours pour leurs salaires bloqués dans cette banque.

## Réseau d'agences
La TMB s'appuie sur un réseau de plus de 105 agences et guichets répartis sur 36 villes, dans 21 des 26 provinces que compte la République démocratique du Congo. 
La Trust Merchant Bank (TMB) a été la première banque de droit congolais à obtenir l’agrément des autorités bancaires et financières belges pour constituer ensuite un bureau de représentation à Bruxelles,.

## Récompenses
- Banque de l'Année en République démocratique du Congo: de 2012 à 2015, 2017, 2018, 2019 par The Banker
- Meilleure Banque en République démocratique du Congo: de 2011 à 2019 par EMEA Finance
- Meilleure Banque en République démocratique du Congo: de 2014 à 2016, 2020 par Global Finance Magazine

## Le Monde des Flamboyants
Le Monde des Flamboyants est le centre culturel permanent de la TMB, créé en son siège de Kinshasa. Tout au long de l’année, des expositions d'art y sont organisées. 